# Campionato europeo femminile di pallacanestro 1987
Il 21º Campionato Europeo Femminile di Pallacanestro FIBA, noto anche come FIBA EuroBasket Women 1987, si è tenuto in Spagna dal 4 all'11 settembre 1987.
I Campionati europei femminili di pallacanestro sono una manifestazione biennale tra le squadre nazionali del continente, organizzata dalla FIBA Europe.

## Squadre partecipanti
| Gruppo A - Unione Sovietica - Ungheria - Svezia - Francia - Polonia - Romania | Gruppo B - Jugoslavia - Cecoslovacchia - Italia - Spagna - Bulgaria - Finlandia |

## Gironi di qualificazione

### Gruppo A
| Team                | Pts | V - P | PF - PS   |
| ------------------- | --- | ----- | --------- |
| 1. Unione Sovietica | 10  | 5 - 0 | 545 - 294 |
| 2. Ungheria         | 8   | 4 - 1 | 448 - 391 |
| 3. Svezia           | 6   | 2 - 3 | 380 - 475 |
| 4. Francia          | 4   | 2 - 4 | 336 - 402 |
| 5. Polonia          | 2   | 1 - 4 | 371 - 416 |
| 6. Romania          | 2   | 1 - 4 | 311 - 413 |

### Gruppo B
| Team              | Pts | V - P | PF - PS   |
| ----------------- | --- | ----- | --------- |
| 1. Jugoslavia     | 10  | 5 - 0 | 364 - 328 |
| 2. Cecoslovacchia | 8   | 4 - 1 | 408 - 315 |
| 3. Italia         | 4   | 2 - 3 | 370 - 387 |
| 4. Spagna         | 4   | 2 - 3 | 336 - 311 |
| 5. Bulgaria       | 4   | 2 - 3 | 403 - 405 |
| 6. Finlandia      | 0   | 0 - 5 | 305 - 440 |

## Fase ad eliminazione diretta
|  | Semifinali       | Semifinali       | Semifinali |            |                  | Finale             | Finale             | Finale             |  |
|  |                  |                  |            |            |                  |                    |                    |                    |  |
|  | Unione Sovietica | Unione Sovietica | 89         |            |                  |                    |                    |                    |  |
|  | Unione Sovietica | Unione Sovietica | 89         |            |                  |                    |                    |                    |  |
|  | Cecoslovacchia   | Cecoslovacchia   | 81         |            |                  |                    |                    |                    |  |
|  | Cecoslovacchia   | Cecoslovacchia   | 81         |            | Unione Sovietica | Unione Sovietica   | 83                 |                    |  |
|  |                  |                  |            |            | Unione Sovietica | Unione Sovietica   | 83                 |                    |  |
|  |                  |                  | Jugoslavia | Jugoslavia | 73               |                    |                    |                    |  |
|  | Ungheria         | Ungheria         | Jugoslavia | Jugoslavia | 73               | 71                 |                    |                    |  |
|  | Ungheria         | Ungheria         |            |            |                  | 71                 |                    |                    |  |
|  | Jugoslavia       | Jugoslavia       | 72         |            |                  | Finale Terzo Posto | Finale Terzo Posto | Finale Terzo Posto |  |
|  | Jugoslavia       | Jugoslavia       | 72         |            |                  |                    |                    |                    |  |
|  |                  |                  |            |            |                  |                    |                    |                    |  |
|  |                  |                  |            |            |                  | Cecoslovacchia     | Cecoslovacchia     | 67                 |  |
|  |                  |                  |            |            |                  | Cecoslovacchia     | Cecoslovacchia     | 67                 |  |
|  |                  |                  |            |            |                  | Ungheria           | Ungheria           | 75                 |  |

## Classifica finale
| Campione d'Europa | Campione d'Europa | Campione d'Europa |
| --- | ----------------- | --- |
| Unione Sovietica4 Levčenko, 5 Tuomaitė, 6 Barel', 7 Tornikidu, 8 Burjakina, 9 Leonova, 10 Minch, 11 Jakovleva, 12 Chudašova, 13 Sucharnova, 14 Zasul'skaja, 15 Savičkaja, All. Leonid Jačmenëv |                   | |
| Argento | Jugoslavia        | Jugoslavia4 Vangelovska, 5 Kvesić, 6 Komnenović, 7 Krivokapić, 8 Arbutina, 9 Nakić, 10 Golić, 11 Dornik, 12 Mujanović, 13 Perazić, 14 Počeković, 15 Milošević, All. Milan Vasojević              |
| Bronzo | Ungheria          | Ungheria4 Balogh, 5 Németh, 6 Bakai, 7 Szabó, 8 Boksay, 9 Borka, 10 Nagy, 11 Sepsei, 12 Rátvay, 13 Szécsi, 14 Hollós, 15 Sztojkovics, All. László Killik                                         |
| 4. | Cecoslovacchia    | Cecoslovacchia4 Kysilková, 5 Kotočová, 6 Kalužáková, 7 Kotíková, 8 Adamcová, 9 Kejvalová, 10 Brziaková, 11 Zarevúcká, 12 Dobrovičová, 13 Lednická, 14 Valová, 15 Chlebowczyková, All. Jan Karger |
| 5. | Italia            | Italia4 Rossi, 5 Todeschini, 6 Ceschia, 7 Pomilio, 8 Fullin, 9 Pirani, 10 Zanotti, 11 Pollini, 12 Padovani, 13 Tufano, 14 Peruzzo, 15 Passaro, All. Aldo Corno                                   |
| 6. | Spagna            | Spagna4 Hernández, 5 Mújica, 6 Castillo, 7 C. Jiménez, 8 Alonso, 9 R. Jiménez, 10 Junyer, 11 Eizaguirre, 12 Messa, 13 Sánchez, 14 Geuer, 15 Llop, All. Chema Buceta                              |
| 7. | Svezia            | Svezia4 Karttunen, 5 Areskoug, 6 Larsson, 7 Edwardzon, 8 Rosengren, 9 Oskarsson, 10 Roos, 11 Wingerstrand, 12 Skagius, 13 Danielsson, 14 Johansson, 15 Hassler, All. -                           |
| 8. | Francia           | Francia4 Prud'Homme, 5 Malfois, 6 Blaire, 7 Désert, 8 Santaniello, 9 Joly, 10 Étienne, 11 Soussi, 12 Ekambi, 13 Campi, 14 Ndiaye, 15 Doumergue, All. Michel Bergeron                             |
| 9. | Bulgaria          | Bulgaria4 Ilieva, 5 Spasova, 6 Markova, 7 Uzunova, 8 Cekova, 9 Dragomirova, 10 Vasileva, 11 Radkova, 12 Slavčeva, 13 Staneva, 14 Nikolova, 15 Banova, All. -                                     |
| 10. | Polonia           | Polonia4 Kubiak, 5 Jelonek, 6 Starowicz, 7 Grabowska, 8 Pawlak, 9 Turska, 10 Kozera, 11 Jaworska, 12 B. Wołujewicz, 13 Pabijasz, 14 M. Wołujewicz, 15 Storożyńska, All. Tadeusz Huciński         |
| 11. | Romania           | Romania4 Marinache, 5 Enyedi, 6 Manasses, 7 Vasile, 8 Solovăstru, 9 Cârstea, 10 Stoichiță, 11 Maringut, 12 Dragoș, 13 Jerebie, 14 Șchiopu, 15 Kiss, All. -                                       |
| 12. | Finlandia         | Finlandia4 Huttunen, 5 Pajanti-Raudus, 6 Harvio, 7 Vestala, 8 Helin, 9 Leino, 10 Hakala, 11 Airas-Järventaus, 12 Luostarinen, 13 Hilanne, 14 Nyman, 15 Päiviö, All. Jukka Mantere                |